# Sergio Painemal Escobar
Sergio Painemal Escobar, född 25 januari 1977 i Temuco, Chile och uppvuxen i Norsborg, Botkyrka, är en svensk skådespelare.

## Filmografi
- 1997 - Nattbuss 807 - Chino